# Helmut Hofer (Mathematiker)

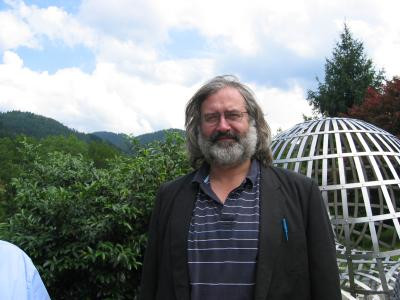
Helmut Hofer am Workshop “Dynamical Systems” in Oberwolfach, 2005

Helmut Hermann W. Hofer (* 28. Februar 1956 in Sinzig) ist ein deutschamerikanischer Mathematiker.

## Leben
Hofer besuchte das Fichte-Gymnasium in Krefeld (Abitur 1974). Er studierte Mathematik an der Universität Zürich (Diplom 1979), wo er 1981 bei Peter Hess promoviert wurde (A Variational Approach to a Class of Resonance Problems with Application to a Wave Equation Problem). 1979 bis 1982 war er Assistent in Zürich und 1983 bis 1985 Lecturer an der University of Bath. 1985 wurde er Assistant Professor, 1987 Associate Professor und 1988 Professor an der Rutgers University. Ab 1989 war er Professor an der Ruhr-Universität Bochum (deren Dekan er 1992/93 war) und 1993 bis 1997 Professor an der ETH Zürich. Ab 1997 war er Professor am Courant Institute of Mathematical Sciences of New York University, ab 2006 als Silver Professor. 2009 nahm er einen Ruf an das Institute for Advanced Study in Princeton an, bei dem er schon 1987, 2001/02 und 2005 Mitglied war. Er war unter anderem Gastprofessor an der Universität Paris-Dauphine, am MSRI (1988) in Berkeley, am Isaac Newton Institute in Cambridge, der Pennsylvania State University, der Stanford University und am Institute Henri Poincaré in Paris (1994). Neben der deutschen Staatsbürgerschaft hat er auch die US-Staatsbürgerschaft.
Hofer ist ein führender Wissenschaftler auf dem Gebiet der symplektischen Geometrie (die zum Beispiel die Geometrie Hamiltonscher dynamischer Systeme beschreibt) und einer der Begründer der symplektischen Topologie. Ende der 1980er Jahre führte er mit Ivar Ekeland dort neue Invarianten (symplektische Kapazitäten) ein. Er arbeitete auch eng mit Andreas Floer in den 1980er Jahren zusammen. Ihm gelangen wichtige Fortschritte zu Beweisen von Varianten der Arnold-Vermutung in der symplektischen Geometrie und der Weinstein-Vermutung.
Von 1987 bis 1989 war er Sloan Research Fellow. 1999 erhielt er den Ostrowski-Preis. 2013 wurde er mit dem Heinz-Hopf-Preis ausgezeichnet. Er ist seit 2008 Mitglied der National Academy of Sciences sowie der Academia Europaea, seit 2010 Mitglied der Leopoldina und seit 2020 Mitglied der American Academy of Arts and Sciences. 1990 war er Invited Speaker auf dem Internationalen Mathematikerkongress (ICM) in Kyōto (Symplectic invariants) und er hielt auf dem ICM in Berlin 1998 einen Plenarvortrag (Dynamics, Topology and Holomorphic Curves). Er ist Fellow der American Mathematical Society. Seit 2022 ist er Herausgeber der Annals of Mathematics.

## Schriften
- mit Eduard Zehnder: Symplectic invariants and hamiltonian dynamics. Birkhäuser, Basel u. a. 1994, ISBN 3-7643-5066-0.
- als Herausgeber mit Clifford H. Taubes, Alan Weinstein, Eduard Zehnder: The Floer Memorial Volume (= Progress in Mathematics. 133). Birkhäuser, Basel u. a. 1995, ISBN 3-7643-5044-X.